# Philip Jones (Trompeter)
Philip Jones (geboren 12. März 1928 in Bath; gestorben 17. Januar 2000) war britischer Trompeter und Gründer des nach ihm benannten Philip Jones Brass Ensemble.

## Leben

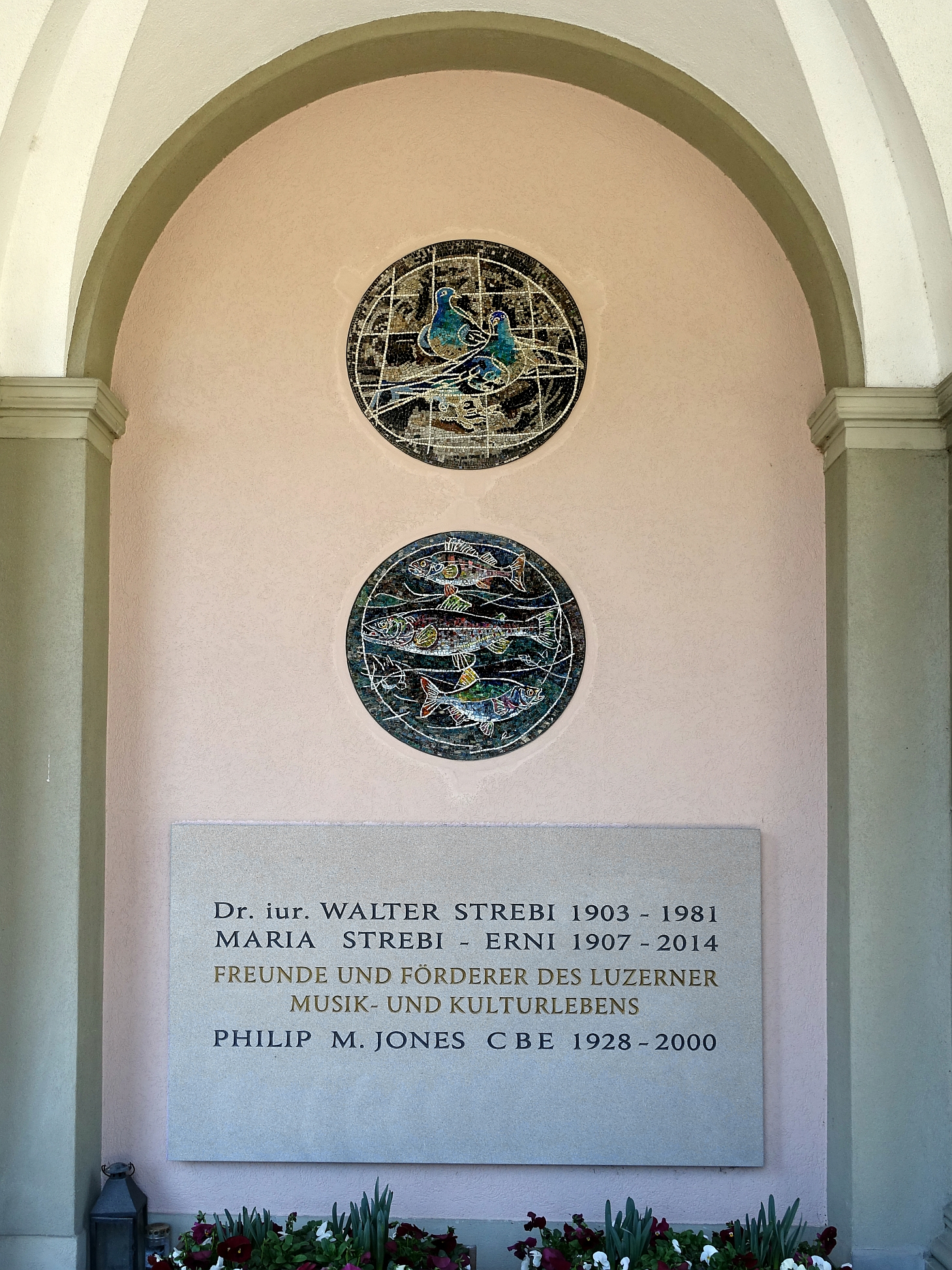
Grab, Friedhof Friedental, Stadt Luzern. Rundmosaik von Hans Erni

Philip Jones wurde in Bath, England geboren. Er entwickelte seine musikalischen Fähigkeiten bereits in jungen Jahren. Jones wurde in einer Trompeterfamilie geboren, bereits sein Großvater und Vater waren berühmte Trompeter. Er war entschlossen zu beweisen, dass Blechblasinstrumente das Publikum fesseln und faszinieren können.
1944 bekam er ein Stipendium am Royal College of Music. Nach Abschluss seines Studiums war er Trompeter an den führenden Londoner Orchestern: Royal Philharmonic Orchestra (1956–60), Philharmonia Orchestra (1960–64), London Philharmonic Orchestra (1964–65), New Philharmonia Orchestra (1965–67) und BBC Symphony Orchestra (1967–71).
Im Jahre 1951 gründete er das Philip Jones Brass Ensemble (PJBE), eines der ersten Brass Ensembles. Das Ensemble wuchs von fünf auf zehn Mitglieder. Nach 1971 widmete er sich vollständig dem Ensemble. Mit dem PJBE nahm er mehr als 50 Platten auf und tourte in über 30 Ländern auf der ganzen Welt – unter anderem in Europa, den Vereinigten Staaten, Asien und Australien. Jones war berühmt für seine äußerst gewissenhafte Vorbereitung jedes Auftrittes bis ins kleinste Detail. Während die anderen Musiker vor dem Auftritt etwa essen gingen, wollte er alleine auf der Bühne bleiben und sorgfältig alle Notenständer und Stühle positionieren. Das Ensemble war berühmt für ihre Aufführungen von Chorwerken von Monteverdi und Händel. Sie waren eine der ersten, die Werke von Giovanni Gabrieli für Blechblasinstrumente wiederaufgriffen. Jones beauftragte Hans Werner Henze und andere zeitgenössische Komponisten neue Werke für diese Besetzung zu schreiben. Insgesamt führte das Philip Jones Brass Ensemble 87 Welturaufführungen auf.
Im Jahre 1986 fuhr er versehentlich mit seinem Wagen über seinen eigenen Trompetenkoffer. Er nahm diesen Vorfall als Schicksal auf und entschied sich von Konzertauftritten zurückzuziehen. 
Er widmete seine Kraft vermehrt der Ausbildung junger Musiker und begann seine zweite Karriere als Musiklehrer. 1988 wurde er zum Direktor der Trinity College of Music in London – einer Institution, welche im Niedergang begriffen war – ernannt. Er förderte diese Schule, bis ihr Ruf dem der Royal Academy of Music oder des Royal College of Music ebenbürtig wurde. Von diesem Posten zog er sich 1994 zurück. Im Jahre 1995 war er Vorsitzender des Musician Benevolent Fund (Musiker Unterstützungsfond). 1977 wurde er mit dem Order of the British Empire (OBE) und 1986 mit der höchsten Ehrung als Commander of the Order of the British Empire CBE ausgezeichnet. 
Wenn er nicht arbeitete, verbrachte er seine Zeit in London und der Schweiz, der Heimat seiner Ehefrau Ursula Strebi.